# Surmówka
Surmówka (deutsch Surmowen, 1938 bis 1945 Surmau) ist ein Dorf in der polnischen Woiwodschaft Ermland-Masuren und gehört zur Gmina Sorkwity (Landgemeinde Sorquitten) im Powiat Mrągowski (Kreis Sensburg).

## Geographische Lage
Surmówka liegt inmitten der Woiwodschaft Ermland-Masuren, zwölf Kilometer nordwestlich der Kreisstadt Mrągowo (deutsch Sensburg).

## Geschichte
Im Jahre 1577 wurde Surmowen gegründet. 1874 wurde das Dorf in den Amtsbezirk Burschewen (polnisch Burszewo) eingegliedert, der – 1938 in „Amtsbezirk Prußhöfen“ umbenannt – bis 1945 bestand und zum Kreis Sensburg im Regierungsbezirk Gumbinnen (ab 1905: Regierungsbezirk Allenstein) in der preußischen Provinz Ostpreußen gehörte.
Am 17. Februar 1920 vergrößerte sich Surmowen um den Nachbargutsort Schellongowken (1938 bis 1945 Schillingshöfen, polnisch Szelągówka), der eingemeindet wurde. Aufgrund der Bestimmungen des Versailler Vertrags stimmte die Bevölkerung im Abstimmungsgebiet Allenstein, zu dem Surmowen gehörte, am 11. Juli 1920 über die weitere staatliche Zugehörigkeit zu Ostpreußen (und damit zu Deutschland) oder den Anschluss an Polen ab. In Surmowen stimmten 220 Einwohner für den Verbleib bei Ostpreußen, auf Polen entfielen keine Stimmen.
Am 3. Juni (amtlich bestätigt am 16. Juli) 1938 wurde Surmowen aus politisch-ideologischen Gründen der Abwehr fremdländisch klingender Ortsnamen in „Surmau“ umbenannt.
1945 kam das Dorf in Kriegsfolge mit dem gesamten südlichen Ostpreußen zu Polen und erhielt die polnische Namensform „Surmówka“. Heute ist es Sitz eines Schulzenamtes (polnisch Sołectwo) und als solches eine Ortschaft im Verbund der Landgemeinde Sorkwity (Sorquitten) im Powiat Mrągowski (Kreis Sensburg), bis 1998 der Woiwodschaft Olsztyn, seither der Woiwodschaft Ermland-Masuren zugehörig.

### Einwohnerzahlen
| Jahr | Anzahl |
| ---- | ------ |
| 1818 | 102    |
| 1839 | 207    |
| 1871 | 350    |
| 1885 | 344    |
| 1898 | 331    |
| 1905 | 358    |
| 1910 | 423    |
| 1933 | 448    |
| 1939 | 411    |
| 2011 | 180    |

## Kirche
Bis 1945 war Surmowen resp. Surmau in die evangelische Kirche Warpuhnen in der Kirchenprovinz Ostpreußen der Kirche der Altpreußischen Union und auch in die katholische Kirche Warpuhnen im damaligen Bistum Ermland eingepfarrt. Der Bezug zu beiden Kirchen nach Warpuny besteht heute fort, wobei evangelischerseits die Kirche nunmehr von der Pfarrei Sorkwity in der Diözese Masuren der Evangelisch-Augsburgischen Kirche in Polen betreut wird und katholischerseits die Kirche jetzt zur Erzdiözese Ermland gehört.

## Verkehr
Surmówka liegt an einer Nebenstraße, die die Dörfer Zyndaki (Sonntag) und Choszczewo (Choszewen, 1936 bis 1945 Hohensee) miteinander verbindet. Eine Bahnanbindung besteht nicht.